# Prairie County (Montana)
Prairie County ist ein County im Bundesstaat Montana der Vereinigten Staaten. Der Sitz der Countyverwaltung (County Seat) befindet sich in Terry.

## Demografische Daten
Nach der Volkszählung im Jahr 2000 lebten im County 1.199 Menschen. Es gab 537 Haushalte und 354 Familien. Die Bevölkerungsdichte betrug weniger als 1 Einwohner pro Quadratkilometer. Ethnisch betrachtet setzte sich die Bevölkerung zusammen aus 98,00 % Weißen, 0,00 % Afroamerikanern, 0,50 % amerikanischen Ureinwohnern, 0,17 % Asiaten, 0,00 % Bewohnern aus dem pazifischen Inselraum und 0,17 % aus anderen ethnischen Gruppen; 1,17 % stammten von zwei oder mehr ethnischen Gruppen ab. 0,67 % der Bevölkerung waren spanischer oder lateinamerikanischer Abstammung.
Von den 537 Haushalten hatten 22,30 % Kinder und Jugendliche unter 18 Jahre, die bei ihnen lebten. 61,10 % waren verheiratete, zusammenlebende Paare, 2,40 % waren allein erziehende Mütter. 33,90 % waren keine Familien. 31,30 % waren Singlehaushalte und in 17,30 % lebten Menschen im Alter von 65 Jahren oder darüber. Die Durchschnittshaushaltsgröße betrug 2,19 und die durchschnittliche Familiengröße lag bei 2,74 Personen.
Auf das gesamte County bezogen setzte sich die Bevölkerung zusammen aus 18,70 % Einwohnern unter 18 Jahren, 4,30 % zwischen 18 und 24 Jahren, 20,00 % zwischen 25 und 44 Jahren, 32,90 % zwischen 45 und 64 Jahren und 24,10 % waren 65 Jahre alt oder darüber. Das Durchschnittsalter betrug 49 Jahre. Auf 100 weibliche Personen kamen 106,70 männliche Personen, auf 100 Frauen im Alter ab 18 Jahren kamen statistisch 106,10 Männer.
Das jährliche Durchschnittseinkommen eines Haushalts betrug 25.451 USD, das Durchschnittseinkommen der Familien betrug 32.292 USD. Männer hatten ein Durchschnittseinkommen von 22.424 USD, Frauen 18.833 USD. Das Prokopfeinkommen betrug 14.422 USD. 17,20 % der Bevölkerung und 13,30 % der Familien lebten unterhalb der Armutsgrenze. 23,60 % davon waren unter 18 Jahre und 15,50 % waren 65 Jahre oder älter.

## Geschichte
Drei Bauwerke des Countys sind im National Register of Historic Places eingetragen (Stand 9. Februar 2018).

## Orte im Prairie County
Towns
| - Terry |

Census-designated places (CDP)
| - Fallon |

Unincorporated Communitys
| - Mildred - Saugus - Shirley - Zero |